# Lego Star Wars: Nyári vakáció
A Lego Star Wars: Nyári vakáció (eredeti cím: Lego Star Wars: Summer Vacation) 2022-ben bemutatott amerikai 3D-s számítógépes animációs kalandfilm, amelyet Ken Cunningham rendezett.
Amerikában és Magyarországon 2022. augusztus 5-én mutatta be a Disney+. 2024. május 4-én a Disney Channel is bemutatta.

## Cselekmény
Rey, Finn, Poe, Csubakka, BB-8, R2-D2 és C-3PO egy pihentető nyári vakációra indulnak Lando Calrissian luxus Halcyon csillaghajójának fedélzetén. Miután Calrissian csillaghajóján elszakad a csoporttól, Finn beszélget Obi-Wan Kenobi erőszellemével. Kenobi elmeséli Finnnek korábbi nyári kalandjait. Valeria hadnaggyal egy fiatalabb, hawaii ingbe öltözött Obi-Wan Kenobi besurran Jabba, a hutt palotájába a Tatooine-on, hogy koaxiumot lopjon. Kenobi eredetileg Jabba figyelmének elterelésére készült, de Jabba táncosnőjével, Sy Snootles-szel együtt előadja a "Gamorreai lányok" című zenés számot.
Anakin Skywalker erőszelleme mesél Finn-nek egy utazásról, amelyre egyszer Darth Vaderként elvitte Palpatine császárt a Birodalom Napján. Elviszi őt a Scarif bolygóra, ahol az eredeti Halálcsillag terveit tartották.
Leia hercegnő erőszelleme mesél Finn-nek egy utazásról, amelyre ő és Han Solo elvitték a fiatal Ben Solót, amikor az még gyerek volt, mielőtt Luke Skywalker jedi kiképzést kapott volna. Miközben a Mimbanra utaznak, ahol Han először találkozott Csubakkával, Ben nincs elragadtatva. Mivel Han le akarja nyűgözni, elviszi őt Endor erdei holdjára, ahol az endori csata zajlott. Az üdülőtulajdonos Wick Cooper fogadja őket, akinek a lányába Ben belezúgott. Egy hivalkodó csatlakozik hozzájuk, és lekicsinyli Bent, amiért alacsony. Miután felszállnak a Ezeréves Sólyomra, Ben repül, és miután kitette Wick lányát, Han, Leia, C-3PO, R2-D2 és Csubakka kiteszi Bent Luke Jedi Akadémiáján.

## Szereplők
| Szereplő              | Eredeti hang             | Magyar hang       |
| --------------------- | ------------------------ | ----------------- |
| Vic Vankoh            | “Weird Al” Yankovic      | Bor László        |
| C-3PO                 | Anthony Daniels          | Kossuth Gábor     |
| Mahlnor               | Ashly Burch              | Kanyó Kata        |
| Lando Calrissian      | Billy Dee Williams       | Kárpáti Levente   |
| Boba Fett             | Dee Bradley Baker        | Debreczeny Csaba  |
| Wicket Wystri Warrick | Dee Bradley Baker        | Eredeti hang      |
| Luke Skywalker        | Eric Bauza               | Fehér Tibor       |
| Rey                   | Helen Sadler             | Sallai Nóra       |
| Poe Dameron           | Jake Green               | Hám Bertalan      |
| Obi-Wan Kenobi        | James Arnold Taylor      | Haagen Imre       |
| Rose Tico             | Kelly Marie Tran         | Laurinyecz Réka   |
| Jabba, a hutt         | Kevin Michael Richardson | Eredeti hang      |
| Sidero                | Kyliegh Curran           | Pekár Adrienn     |
| Anakin Skywalker      | Matt Lanter              | Moser Károly      |
| Darth Vader           | Matt Sloan               | Schneider Zoltán  |
| Ben Solo              | Matthew Wood             | Kádár-Szabó Bence |
| Finn                  | Omar Benson Miller       | Szatory Dávid     |
| Rad                   | Paul F. Tompkins         | Czető Roland      |
| Han Solo              | Ross Marquand            | Karácsonyi Zoltán |
| Leia Organa           | Shelby Young             | Zsigmond Tamara   |
| Palpatine             | Trevor Devall            | Csankó Zoltán     |
| Wick Cooper           | Thomas Lennon            | Magyar Bálint     |
| Colvett Valeria       | Yvette Nicole Brown      | Pikali Gerda      |